# 奶黃月餅
奶黃月餅，又稱奶皇月餅、流心月餅、流沙月餅，是月餅的一種，最先在1980年代出現於香港。這種月餅的外皮與傳統月餅相似，但使用奶黃作為餡料。奶黃是一種源自西方的餡料，主要以吉士粉、牛奶及雞蛋調配而成，在中西交融的香港演化出一種茶樓點心奶黃包，繼而啟發出在奶黃餡料中加入鹹蛋黃，為傳統月餅增添中西合璧的餡料。由於奶黃餡料的火候不易控制，較難焗好，所以奶黃月餅相比起傳統月餅的面積較為細小。

## 起源
奶黃月餅據稱是由香港半島酒店中菜部嘉麟樓的葉永華師傅於1986年開發，其意念來自茶樓點心奶黃包。葉永華師傅在接受著名飲食雜誌米芝蓮指南訪問時稱：「半島酒店一向走比較西方的路線，我們一班師傅便想，不如加些西式元素到嘉麟樓中，因此先在點心的包點創作上，以西式的吉士奶黃代替了蓮蓉，並做出奶黃包，結果極受食客們歡迎。於是，我們便想到，何不用奶黃做成月餅？」因此便著手嘗試製成使用奶黃做餡料的月餅。至今，嘉麟樓的奶黃月餅依然很有名，同時也有很多酒樓及餅店推出自家的奶黃月餅。此外，「流心月餅」及「流沙月餅」也屬於奶黃月餅。部分產品會建議在品嘗前，可把奶黃月餅取出及放入微波爐略為加熱5至10秒鐘，使奶黃餡料呈現如岩漿般的流動效果。

## 外部連接
维基共享资源上的相關多媒體資源：奶黃月餅